# 独り言
独り言（ひとりごと）とは、会話の相手が存在しないにもかかわらず、発声を伴う言語を口にする行為、およびつぶやかれる「ことば」である。

## 類義語・同義語
一人言とも表記し、 類義語・同義語 としては、独語（どくご）、独言（どくげん）、独話（どくわ）獨語（ひとりごと）ともいう。他に独白（どくはく）、あるいは呟き（つぶやき）、私語（ささめ）、捨て台詞（すてぜりふ）も含まれるとされる。　
文学・演劇的手法については、モノローグを参照。

## 認知的効果
独り言には「思考を整理したり」「脳の働きを活発にする」効果があるとされる。
- 頭にフッと浮かんだことを独り言として声に出すことで、思考がクリアになり、ストレス軽減に繋がる。
- 頭で思うことで、脳の「思考領域」が活性化され、それを声に出すことで、脳の「言語領域」を使い、それが耳から入ってくることで「聴覚領域」も働く。
- 孤独感が強まっているときに、自分の声を聞くことで、不安や寂しさなど心理的なストレスが軽減され、心と身体のバランスが修正される可能性がある。
- 前向きな内容をつぶやくことで自らの考え・気持ちを整理し、悩み・不安を和らげる効果が期待できる。心理学の分野では「セルフトーク」と呼ばれる[5]。

## 幼児期の独り言
遊びの場面や、難しい課題を与えられた場面などで、幼児は周囲の状況に関係なく発話する。ジャン・ピアジェはこのような非社会的な言語活動を自己中心語と呼んだ。自己中心語は幼児期の特徴である自己中心性の反映であり、ピアジェは幼児のひとりごとを伝達の意図を持った社会的発話の未発達なかたちと考えた。
レフ・ヴィゴツキーは、言葉はそもそも他者とのコミュニケーションの道具である外言(external speech)として発生すると考えた。やがて子どもの発達と共に語彙力や構文が複雑化すると、言葉には思考の道具という新たな機能が加わる。思考上の発話を伴わない内面化された言語活動を内言(inner speech)と呼ぶ。外言と内言の分化は幼児期に始まるが、分化が不十分な時期には思考に発声が伴ってしまう。このような不完全な内言が幼児期のひとりごとであるという。
幼児のひとりごとは5、6歳のころに最も多く見られ、内言が形成される8歳くらいでほとんど見られなくなる。内言の形成過程では、出現する語の省略や構文の単純化といった発話内容の変化も同時に進行する。

## 精神科的ターム
上記の通り、独り言は「思考の整理」や「心理的ストレスの解消」を図ろうとする無意識的行動であり、病気ではないので問題はない。しかし、以下の様な特徴が見られる際は、うつ病・統合失調症などの病気や、発達障害が疑われる。
- 突然怒りだす
- 急に笑い出す
- 一人なのに誰かと会話をしているような話し方をする

また「通常の独り言」と「病気の症状としての独り言」を見分けるポイントとして、以下の様な点も挙げられている。
- 表情や身なり。能面のように無表情で、喜怒哀楽もなくなり、身なりが普段よりすさんできていたら、何かの病気にかかっている可能性が高い
- 常に無表情でボーッとしながら、ブツブツと独り言を話している場合、初期症状（なんということのない独り言）→ 中期症状（内容が凶暴化）→ 後期（見た目にも異変を感じる）→ 末期（もはや言葉を発さなくなる）の順で進行していく。
- 内容があまりにも支離滅裂、1人なのに誰かと会話しているよう、発言すると同時にニヤリと笑う、などの特徴がある場合、統合失調症の疑いが強い。
- 他人の発言を繰り返すような独り言の場合、自閉症スペクトラム、アルツハイマー病の可能性がある。

## 作品
「独り言」「ひとりごと」を主題とし、題名にした日本の作品の一覧である。「ひとりごと」の前後に装飾が付された題名のものは一切省く。
文学
- 『ひとり言』 - 1468年（応仁2年）に連歌師の心敬が著した連歌論書[9]。
- 『独ごと』 - 1718年（享保3年）に上島鬼貫が著した俳論書[10]。
- 『ひとりごと』 - 2001（平成13年）に市原悦子が著したエッセイ書（春秋社、ISBN 4393436148）

音楽
- 独り言 - Mr.Childrenの楽曲。シングル「光の射す方へ」に収録。
- ひとりごと - 1972年発売の西真澄のシングル
- ひとりごと - 1973年発売のポール・サイモンのアルバム
- ひとりごと - 1975年発売の岡田奈々のシングル
- ひとりごと - 1982年発売の南こうせつのアルバム